# Narcyz (Gammo)
Narcyz, imię świeckie Samer Gammo (ur. 1968 w Ammanie) – jordański biskup prawosławny w jurysdykcji Patriarchatu Aleksandrii, od 2015 metropolita Akry.

## Życiorys
Święcenia diakonatu przyjął 15 lutego 1994, a prezbiteratu 11 czerwca tego samego roku. 1 grudnia 2013 otrzymał chirotonię biskupią. W latach 2013–2015 sprawował urząd metropolity nubijskiego. W latach 2015–2016 był metropolitą Akry, następnie – wikariuszem patriarszym z tytułem metropolity Naukratis. W czerwcu 2016 r. uczestniczył w Soborze Wszechprawosławnym na Krecie. W 2022 r. stanął na czele metropolii Peluzjum.